# 艾哈迈德·本·阿卜杜勒·阿齐兹
艾哈迈德·本·阿卜杜勒·阿齐兹王子（阿拉伯語：احمد بن عبد العزيز آل سعود，1942年9月5日—）是沙地王朝一名王室成員，他从1975年至2012年担任沙特阿拉伯内政副大臣，并于2012年短暂担任內政大臣。他于2020年3月被萨勒曼国王和王储穆罕默德下令拘捕。拘捕的原因尚不清楚。

## 简介
艾哈迈德·本·阿卜杜勒·阿齐兹于1942年9月5日出生在利雅得。他是伊本·沙特和哈薩·本·艾哈邁德·阿勒蘇戴里的第7个儿子。艾哈迈德也是伊本·沙特的第31个儿子。